# Communauté de communes Haut Nivernais-Val d'Yonne
La communauté de communes Haut Nivernais-Val d'Yonne est une communauté de communes française située dans le département de la Nièvre en région Bourgogne-Franche-Comté.

## Historique
En application du schéma départemental de coopération intercommunale, la communauté de communes est créée le 1er janvier 2017 par arrêté du 14 novembre 2016. Elle est issue de la fusion de la communauté de communes du Val du Sauzay et de la communauté de communes des Vaux d'Yonne.

## Territoire communautaire

### Composition
La communauté de communes est composée des 30 communes suivantes :

| Nom                     | Code Insee | Gentilé           | Superficie (km2) | Population (dernière pop. légale) | Densité (hab./km2) |
| ----------------------- | ---------- | ----------------- | ---------------- | --------------------------------- | ------------------ |
| Clamecy (siège)         | 58079      | Clamecycois       | 30,26            | 3 597 (2022)                      | 119                |
| Armes                   | 58011      | Armésiens         | 8,49             | 272 (2022)                        | 32                 |
| Billy-sur-Oisy          | 58032      | Billycois         | 26,65            | 367 (2022)                        | 14                 |
| Breugnon                | 58038      | Breugnonnais      | 13,35            | 152 (2022)                        | 11                 |
| Brèves                  | 58039      | Brèvois           | 16,64            | 249 (2022)                        | 15                 |
| La Chapelle-Saint-André | 58058      | Chapellois        | 27,15            | 305 (2022)                        | 11                 |
| Chevroches              | 58073      | Cavarocois        | 3,21             | 114 (2022)                        | 36                 |
| Corvol-l'Orgueilleux    | 58085      | Corvolois         | 30,22            | 725 (2022)                        | 24                 |
| Coulanges-sur-Yonne     | 89119      | Coulangeois       | 10,58            | 506 (2022)                        | 48                 |
| Courcelles              | 58090      | Courcellois       | 9,56             | 228 (2022)                        | 24                 |
| Crain                   | 89129      | Crainois          | 9,9              | 411 (2022)                        | 42                 |
| Cuncy-lès-Varzy         | 58093      | Cuncycois         | 15,24            | 122 (2022)                        | 8                  |
| Dornecy                 | 58103      | Dornecycois       | 17,35            | 457 (2022)                        | 26                 |
| Entrains-sur-Nohain     | 58109      | Entrainois        | 58,73            | 738 (2022)                        | 13                 |
| Festigny                | 89164      |                   | 5,56             | 92 (2022)                         | 17                 |
| Lucy-sur-Yonne          | 89234      | Lucicois          | 8,19             | 119 (2022)                        | 15                 |
| Marcy                   | 58156      | Marcycois         | 14,31            | 139 (2022)                        | 9,7                |
| Menou                   | 58163      | Nantinivinois     | 17,41            | 182 (2022)                        | 10                 |
| Oisy                    | 58198      | Auçois            | 17,5             | 304 (2022)                        | 17                 |
| Ouagne                  | 58200      |                   | 11,72            | 148 (2022)                        | 13                 |
| Oudan                   | 58201      | Oudanais          | 20,11            | 138 (2022)                        | 6,9                |
| Parigny-la-Rose         | 58206      | Parignycois       | 8,77             | 33 (2022)                         | 3,8                |
| Pousseaux               | 58217      | Pulsariens        | 11,11            | 190 (2022)                        | 17                 |
| Rix                     | 58222      | Rixois            | 3,92             | 153 (2022)                        | 39                 |
| Saint-Pierre-du-Mont    | 58263      | San-Pétri-Montins | 17,57            | 163 (2022)                        | 9,3                |
| Surgy                   | 58282      | Surgycois         | 16,03            | 336 (2022)                        | 21                 |
| Trucy-l'Orgueilleux     | 58299      | Trucycois         | 13,54            | 218 (2022)                        | 16                 |
| Varzy                   | 58304      | Varzycois         | 41,18            | 1 066 (2022)                      | 26                 |
| Villiers-le-Sec         | 58310      | Sicovillarois     | 1,38             | 49 (2022)                         | 36                 |
| Villiers-sur-Yonne      | 58312      | Villierois        | 15,86            | 272 (2022)                        | 17                 |

### Démographie
| 1968   | 1975   | 1982   | 1990   | 1999   | 2009   | 2014   | 2020   |
| ------ | ------ | ------ | ------ | ------ | ------ | ------ | ------ |
| 16 895 | 16 365 | 15 425 | 14 781 | 14 067 | 13 610 | 12 979 | 11 855 |

## Administration

### Siège
Le siège de la communauté  est situé à Clamecy.

### Les élus
Le conseil communautaire de la communauté de communes se compose de 49 conseillers, élus pour une durée de six ans.
Ils sont répartis comme suit :
| Nombre de conseillers | Communes                                                       |
| --------------------- | -------------------------------------------------------------- |
| 14                    | Clamecy                                                        |
| 4                     | Varzy                                                          |
| 2                     | Coulanges-sur-Yonne, Corvol-l'Orgueilleux, Entrains-sur-Nohain |
| 1 (+1 suppléant)      | les 25 autres communes                                         |

### Présidence
| Période      | Période      | Identité      | Étiquette | Qualité                                        |
| ------------ | ------------ | ------------- | --------- | ---------------------------------------------- |
| janvier 2017 | juillet 2020 | Janny Siméon  | SE-DVG    | Maire de La Chapelle-Saint-André (depuis 2008) |
| juillet 2020 | En cours     | Brigitte Picq |           | Maire d'Oisy (depuis 2014)                     |

### Régime fiscal et budget
Le régime fiscal de la communauté d'agglomération est la fiscalité professionnelle unique (FPU).